# Šerif Konjević
Šerif Konjević, född 26. april 1958 i Sanica i Bosnien och Hercegovina, är en bosnisk musiker.